# 타임머신 (도라에몽)
타임머신은 도라에몽에 자주 등장하는 도라에몽의 도구이다.

## 능력
과거나 미래로 이동할 수 있다. 다만 장소 이동은 불가능하다.

## 사용법
이 도구의 자세한 사용법은 알 수 없다. 애니메이션에서는 주로 도라에몽이 원하는 시간대와 장소를 버튼을 눌러서 입력시킨 뒤에, 바를 잡아 당겨서 간다. 도라에몽의 타임머신은 천장과 벽이 없어서 떨어져서 시공간 통로에서 영원히 헤매게 되거나 이상한 시간대로 떨어질 확률이 높다.

## 도라에몽에 등장하는 여러 가지 타임머신
주로 도라에몽의 타임머신이 등장하나, 가끔 튤립 모양의 도라미의 타임머신이 등장하기도 한다. 극장판에서는 컴퓨터형 로봇의 타임머신이 어릴 적 노석구를 노비타로 오인하고 잘못 데려가는 장면에서 컴퓨터형 로봇의 타임머신의 등장하기도 한다.

## 타임벨트
타임머신과 비슷한 도구로는 타임벨트가 대표적이다. 이 도구 역시 시간 이동은 가능하지만 공간 이동은 불가능하다. 따라서 장소는 타임벨트를 작동한 곳으로 가게 된다. 이 도구 역시 자세한 사용법은 알 수 없지만 원하는 시간대를 설정하고 스위치를 누른다.